# Künstlerbund Schlesien
Der Künstlerbund Schlesien war eine in Breslau gegründete Vereinigung schlesischer Künstler, die von 1908 bis 1936 bestand. Seine Geschäftsstelle befand sich zuerst im Kunstsalon Franz Hancke, später in der Galerie Arnold.
Ziele des  mit Statuten, einem Vorstand und einer Geschäftsstelle ordentlich organisierten Künstlerbundes waren die Pflege und Förderung der Kunst in Schlesien, die Befreiung der Künstler Schlesiens aus der Isolierung und ihre Förderung sowie die Schaffung von Ausstellungsmöglichkeiten. Abgesehen von der Organisation zahlreicher Ausstellungen gab der Bund bis 1920 für die Mitglieder jährlich eine Mappe mit Originalgraphiken (lt. Hölscher; Jahresgabe 1913 s-w-Abb. nach Gemälden) heraus. 1925 wurden in Buch I und II und 1929 in Buch III folgende „Künstler Schlesiens“ vorgestellt:
- Isidor Aschheim
- Robert Bednorz
- Max Berg
- Paul Dobers
- Johann Drobek
- Theodor Effenberger
- Theodor von Gosen
- Paula Grünfeld
- Konrad von Kardorff
- Leopold von Kalckreuth
- Ludwig Peter Kowalski
- Hans Leistikow
- Ludwig Meidner
- Margarete Moll
- Oskar Moll
- Thomas Myrtek
- Georg Nerlich
- Alfred Nickisch
- Gustav Oelsner
- Paul Plontke
- Hans Poelzig
- Friedrich Rückert
- Hugo Scheinert
- Heinrich Tischler
- Alfred Vocke
- Hans Zimbal

Ein weiterer Band war vorgesehen für die Künstler und Architekten
- Kurt Arendt
- Fritz Behrendt
- Arnold Busch
- Karl Hanusch
- Willy Jaeckel
- Gertrud Kleinert
- Ludwig Moshamer
- W. Röhricht
- G. Schröder
- Paul Schulz
- A. Vonka

Die Gründungsmitglieder wählten anfangs aus ihren Reihen als Vorstandsmitglieder 
- den Bildhauer Theodor von Gosen (1873–1943, 1. Vorsitzender von 1908 bis 1932)
- den Maler Eugen Burkert
- den Architekten, Maler und Lehrer Hans Poelzig
- den Maler Hans Rossmann
- den Maler, Textilkünstler und Lehrer Max Wislicenus.

Um die Gründung dieser Vereinigung besonders verdient machten sich Hans Poelzig, Lehrer für Stilkunde und seit 1903 Direktor der Königlichen Kunst- und Kunstgewerbeschule Breslau, die 1911 zur Akademie erhoben werden sollte und Wislicenus, der an dieser Schule seit 1896 unterrichtete, seit 1900 die Klasse für Textilkunst betreute und 1904 dort mit Poelzigs Unterstützung eine Tapisseriewerkstatt eingerichtet hatte.
Gründungsmitglieder waren ferner
der Architekt 
- Max Berg (1870–1947)

die Maler 
- Leopold von Kalckreuth (1855–1928)
- Erich Erler (1870–1946)
- Alfred Nickisch (1872–1948)
- Paul Dobers (1885–1959, späterer Hochschullehrer an der Breslauer Kunstakademie)
- Heinrich Tüpke (1876–1951)
- Fritz Erler (1868–1940)
- Hans Albert Graf von Harrach Scandicci
- Paul Schulz

Dass Kunst und Politik oft untrennbar verbunden sind, zeigt der Text einer Postkarte des Künstlerbund-Mitglieds Ludwig Meidner an den Rechtsanwalt und Kunstmäzen Dr. Littmann in Breslau, geschrieben am 22. März 1923 in Berlin: „Einige unter ihnen → gemeint sind die Mitglieder des „Künstlerbundes Schlesien“ ← , z. B. Herr Friese, vertreten den Standpunkt, der Expressionismus sei eine jüdische Mache und die Expressionisten lauter Juden u. s. w. ....“

## Ausstellungen
Der Künstlerbund führte folgende Ausstellungen durch:
- 1909: Breslau, Galerie Lichtenberg
- 1910: Kattowitz, Stadttheater
- 1911: Posen, Ostdeutsche Ausstellung für Industrie, Gewerbe und Landwirtschaft, zusammen mit anderen Künstlergruppen
- 1913: Breslau, Sonderausstellung anlässlich der Jahrhundertfeier der Freiheitskriege, Katalog
- 1917: Breslau, Mitgliederausstellung in der Galerie Arnold
- 1920: Breslau, Große Kunstausstellung Breslau-Scheitnig, zusammen mit Schlesischem Museum und Akademie (auch auswärtige Künstler wie Klee, Schmidt-Rottluff, Purrmann), Katalog
- 1922:	Breslau, Erste Herbstausstellung, Getreide-Markthalle am Christopheri-Platz, zusammen mit "Gruppe 1922", 1. Almanach
- 1923: Breslau, Frühjahrs-Ausstellung
- 1924: Breslau, 2. Almanach, Frühjahrsausstellung 11. Mai bis 11. Juni Getreidehalle Breslau. (Anm.: Dieser Almanach enthält – in Abweichung zu Hölscher – Originalgrafiken von Georg Nerlich, Heinrich Tischler, Thomas Myrtek, Paul Dobers, Robert Bednorz, Hans Leistikow, Isidor Aschheim und Kurt Gerhard Arendt.)
- 1924: Breslau, 3. Almanach, Herbst-Ausstellung, Kobold-Almanach
- 1925: Breslau, Galerie Stenzel, Ausstellung der Künstlerhilfe
- 1926: Breslau, Sommer-Ausstellung in Breslau-Scheitnig
- 1927: Breslau, Sommer-Ausstellung, Herbst-Ausstellung
- 1928: Breslau, Frühjahrsausstellung, Herbst-Ausstellung, Große Kunstausstellung
- 1929: Breslau, Ausstellung „Das Junge Schlesien im Alten Generalkommando“
- 1931: Breslau, Frühjahrs-Ausstellung
- 1932:	Breslau, Februar-Ausstellung, Erste Herbstausstellung, Ausstellung „Künstler in und aus Schlesien“
- 1934: Breslau, Ausstellung